# Universidad Valle del Momboy
La Universidad Valle del Momboy (UVM) es una Institución privada de Educación Universitaria de carácter comunitario, sin fines de lucro y de inspiración humanista – cristiana; fruto del esfuerzo de diversos sectores de la sociedad civil trujillana, que anhelaban una universidad propia para el Estado Trujillo antes de la llegada del siglo XXI, con el fin de contribuir al Desarrollo Humano Sostenible en esta localidad de los Andes venezolanos.

## Historia
La creación de esta Casa de Estudios se remonta hacia el final de la década de los años 1980, cuando el Estado Trujillo, perseguía el objetivo de constituir una universidad netamente autóctona, ya que hasta ese momento, para estudios de Educación Superior en la entidad trujillana, solo se contaba con extensiones de Universidades Nacionales, como la Universidad de Los Andes con sede en el Estado Mérida, la Universidad Pedagógica Experimental Libertador, a través del Instituto del Mejoramiento Profesional del Magisterio con sede en Caracas Distrito Capital, la Universidad Nacional Abierta con sede en Caracas Distrito Capital, el Instituto Universitario de Tecnología Industrial "Rodolfo Loero Arismendi" (IUTIRLA) con sede en la capital venezolana (Caracas), entre otras.
Es por ello que el 30 de marzo de 1987, un grupo de ciudadanos se reunió para crear la Fundación para la Educación Superior Valera (FEVAL), cuya misión fue lograr la realización de estudios universitarios en la ciudad de Valera. Luego de considerar diversas alternativas para la apertura de una Extensión, la Universidad Rafael Urdaneta (URU) acogió la propuesta de FEVAL, con apoyo de la Universidad Tecnológica del Centro y de la Universidad Católica Andrés Bello. Se introdujo ante el Consejo Nacional de Universidades la solicitud correspondiente, y el 15 de octubre de 1990 fue aprobado el Estudio de Factibilidad, para luego, el 23 de julio de 1991, aprobarse de manera unánime y definitiva la Extensión de la Universidad Rafael Urdaneta para Valera.
La exitosa experiencia de esta Extensión lleva a dar el paso definitivo y en octubre de 1996 se constituye la Asociación Civil "Universidad Valle del Momboy" y se presentan ante el Consejo Nacional de Universidades (CNU) los estudios que sustentan la transformación de la Extensión URU – Valera en la nueva Universidad. El 1 de octubre de 1997, se publica en Gaceta Oficial n.º 36.303 la autorización de la Presidencia de la República para el funcionamiento de la Universidad Valle del Momboy. El 17 de octubre de 1997 se protocoliza el Acta Constitutiva, el Estatuto Orgánico y la Gaceta Oficial respectiva, con lo que nace oficialmente la Universidad Valle del Momboy como ente autónomo.
De esta manera el Estado Trujillo entró en el siglo XXI con una universidad propia, moderna, innovadora, de carácter comunitario, de inspiración humanista cristiana y comprometida con el desarrollo humano integral de su entorno.

## Misión y Visión

### Misión
Promover con ética y calidad procesos de relevancia que propicien el Desarrollo Humano Sostenible, mediante la formación integral de personas altamente participativas, competentes y emprendedoras; la investigación con pertinencia social y la interacción con el entorno.

### Visión
Una comunidad universitaria al servicio del Desarrollo Humano Sostenible.

## Identidad

### Nombre
Esta institución toma su nombre del valle del río “Momboy", que en idioma de los antiguos Cuicas (moradores precolombinos de las tierras trujillanas) significa "Río de Espumas", y que es un pequeño valle muy hermoso, de agradable clima y dilatada importancia histórica, en donde la Universidad ha ido edificando su campus principal. Está inmediatamente al Sur de la ciudad de Valera, la principal urbe del estado Trujillo, Venezuela.

### Logo
El logotipo es la estilización del Higuerón (Ficus Gigantoside) típico de la zona del valle del Momboy, que es un árbol de elegante porte, alto, robusto y siempre verde.

### Colores
Los colores escogidos por la Universidad Valle del Momboy para su identificación son el verde, el rojo y el blanco, colores oficiales de la bandera del estado Trujillo.

## Sedes
La Universidad Valle del Momboy, tiene radicada su sede principal en el Municipio San Rafael de Carvajal del Estado Trujillo, conocida como “Sede Estovacuy”, allí se encuentran las oficinas de las diversas divisiones principales de la Universidad, tales como: Admisión, Aldea Tecnológica, Control de Estudios, Centro de Idiomas, Coordinación de las diferentes facultades, Equivalencias, entre otras; así como también, instalaciones académicas para la impartición de clases en todas las carreras.
Además, la UVM, posee otras sedes que funcionan bajo carácter académico y/o administrativo, ubicadas en la extensión del casco céntrico de la ciudad de Valera, perteneciente al municipio del mismo nombre del Estado Trujillo:
- Sede Ateneo: donde funciona la Escuela de Liderazgo y Valores, la oficina de Servicios Integrales y aulas para la impartición de clases.
- Sede Mirabel: aquí e encuentra la Facultad de Ciencias Jurídicas, Políticas y Sociales, Cobranzas, y el departamento de Gente UVM (Recursos Humanos).

Asimismo, la institución cuenta con una instalación particular conocida como “Campus Tempé”, en el Municipio Valera, parroquia Mendoza del Valle del Momboy del Estado Trujillo, la cual representa una síntesis creativa entre la tradición y la vanguardia, entre lo más avanzado de la ciencia del conocimiento, la armonía con el entorno y la adopción de las tecnologías apropiadas para una Universidad respetuosa del ecosistema y los valores arquitectónicos andinos.
El término “Tempé” proviene del dialecto Cuica- población ancestral de Trujillo (estado)-, cuenta con un agradable clima tropical de altura, y se concibe como un santuario natural de 87 hectáreas donde se incentivan las ecoprácticas a fin de aprovechar la incidencia del vecino río Momboy, y poder poblar a este espacio de flora autóctona tanto regional como nacional; iniciando así, la formación íntegra en el cuidado y preservación de la naturaleza en general. También dispone de un caney en el cual se celebran eventos especiales de la Comunidad Universitaria, como: Actos de Graduación, Misas, Exhibición de Proyectos Estudiantiles, Festivales, entre otros.

### Convenio con la Universidad Católica Santa Rosa (UCSAR)
En el mes de marzo del año 2015 la UVM estableció un convenio educacional con la Universidad Católica Santa Rosa (UCSAR) a fin de expandir su potencia y calidad educativa hacia universidades de zonas externas del Estado Trujillo, a través del intercambio de la oferta académica en Pregrado y Postgrado; mejorando y ampliando así, los programas educativos de ambas instituciones, generando nuevas y atractivas propuestas de formación profesional a aquellos aspirantes a ingresar en una carrera universitaria.
De este modo, el intercambio abarca el ingreso de las carreras: Administración de Empresas, Contaduría Pública y Derecho al programa educativo de la UCSAR; mientras que, la UVM oferta la carrera de Comunicación Social (en un primer lugar) y luego, progresivamente incorporar a su Oferta Académica los programas de Educación, Filosofía y Teología.

## Oferta académica
PREGRADO
La Universidad Valle del Momboy, establece su Oferta de Estudios en pregrado en las diferentes facultades, las cuales integran las carreras específicas del área del conocimiento a las que pertenecen estructuradas de la siguiente manera:
Facultad de Ciencias Económicas, Administrativas y Gerenciales
- Administración de Empresas
- Contaduría Pública

Facultad de Ingeniería
- Ingeniería de Computación
- Ingeniería Industrial

Facultad de Ciencias Jurídicas, Políticas y Sociales
- Derecho
- Ciencias Políticas y Administrativas

Convenio con “UCSAR”
- Comunicación Social

POSTGRADO
De igual manera, la UVM brinda una oferta académica variada para que aquellos ciudadanos profesionales puedan proseguir sus estudios en el Cuarto Nivel de instrucción, definiendo el programa académico de Postgrado en la siguiente forma:
Área de Educación
- Especialización en Docencia para la Educación Básica
- Especialización en Docencia para la Educación Inicial
- Especialización en Didáctica de las Matemáticas
- Especialización en Planificación Educacional
- Especialización en Evaluación Educacional

Área de Gerencia
- Especialización en Gerencia de Empresas
- Especialización en Finanzas
- Especialización en Gerencia de Mercadeo
- Especialización en Gerencia Pública
- Especialización en Gerencia Tributaria
- Especialización en Gerencia de la Tecnología de la Información

A través de su extensión “Monseñor Jesús Manuel Jáuregui Moreno” la UVM expande su oferta académica en Postgrado, ya mencionada con anterioridad, hacia otras zonas fuera del Estado Trujillo, tales como los Estados Mérida, Lara, entre otros; dándose así, a conocer a nivel nacional su educación, sus métodos pedagógicos de enseñanza, los ideales de progreso para alcanzar el Desarrollo Humano Sostenible, como lo manifiesta su lema, todo ello a través de la demostración del potencial y las capacidades que adquieren sus egresados, producto de los aprendizajes adquiridos dentro de esta casa de estudios, formando personas íntegras y capaces de enfrentarse con éxito hacia los retos variantes de la transformación progresiva de la sociedad actual en todos sus ámbitos: económico, cultural, social, político, educativo, profesional.

## Cátedra “Walter Valero”
La Cátedra de Aprendizaje Innovador “Walter Valero” se encarga de los procesos de formación de los profesores. 